# 480-km-Rennen von Donington 1990

Streckenlayout des Donington Park Circuit

Das 480-km-Rennen von Donington 1990 auch FIA WSPC - Shell Donington Trophy, Donington Park, fand am 2. September auf dem Donington Park Circuit statt und war der siebte Wertungslauf der Sportwagen-Weltmeisterschaft dieses Jahres.

## Das Rennen
Der siebte Wertungslauf der Saison endete mit dem sechsten Gesamtsieg für das Team Sauber-Mercedes. Nur beim 480-km-Rennen von Silverstone gelang es Jaguar mit dem XJR-11 und den Fahrern Martin Brundle und Alain Ferté die Überlegenheit des Sauber-Teams zu durchbrechen. In Donington gelang Sauber mit dem Mercedes-Benz C11 und den Fahrerpaarungen Jean-Louis Schlesser/Mauro Baldi und Jochen Mass/Heinz-Harald Frentzen ein Doppelsieg. Eine Überraschung war der dritte Gesamtrang von Cor Euser und Tim Harvey im Spice SE90C. 

## Ergebnisse

### Schlussklassement
| 1                  | C1 | 1   | Team Sauber-Mercedes             | Jean-Louis Schlesser Mauro Baldi     | Mercedes-Benz C11 | 120 |
| 2                  | C1 | 2T  | Team Sauber-Mercedes             | Jochen Mass Heinz-Harald Frentzen    | Mercedes-Benz C11 | 120 |
| 3                  | C1 | 22  | Spice Engineering                | Cor Euser Tim Harvey                 | Spice SE90C       | 118 |
| 4                  | C1 | 24  | Nissan Motorsports International | Gianfranco Brancatelli Kenny Acheson | Nissan R90CK      | 117 |
| 5                  | C1 | 21  | Spice Engineering                | Bruno Giacomelli Eric van de Poele   | Spice SE90C       | 117 |
| 6                  | C1 | 23  | Nissan Motorsports International | Julian Bailey Mark Blundell          | Nissan R90CK      | 117 |
| 7                  | C1 | 7   | Joest Porsche Racing             | Bob Wollek Frank Jelinski            | Porsche 962C      | 116 |
| 8                  | C1 | 11  | Porsche Kremer Racing            | Anders Olofsson Anthony Reid         | Porsche 962C      | 116 |
| 9                  | C1 | 10  | Porsche Kremer Racing            | Bernd Schneider Sarel van der Merwe  | Porsche 962 CK6   | 115 |
| 10                 | C1 | 8   | Joest Porsche Racing             | Jonathan Palmer Michael Bartels      | Porsche 962C      | 115 |
| 11                 | C1 | 14  | Richard Lloyd Racing             | Manuel Reuter Steven Andskär         | Porsche 962C GTi  | 114 |
| 12                 | C1 | 16  | Brun Motorsport                  | Walter Brun Jesús Pareja             | Porsche 962C      | 113 |
| 13                 | C1 | 26  | Obermaier Racing                 | Otto Altenbach Harald Grohs          | Porsche 962C      | 113 |
| 14                 | C1 | 9   | Joest Porsche Racing             | Louis Krages Henri Pescarolo         | Porsche 962C      | 113 |
| 15                 | C1 | 17  | Brun Motorsport                  | Bernard Santal                       | Porsche 962C      | 113 |
| 16                 | C1 | 32  | Konrad Motorsport                | Franz Konrad Harri Toivonen          | Porsche 962C      | 112 |
| 17                 | C1 | 20  | Team Davey                       | Val Musetti Giovanni Lavaggi         | Porsche 962C      | 111 |
| 18                 | C1 | 29  | Chamberlain Engineering          | Robbie Stirling Bernard Thuner       | Spice SE89C       | 108 |
| 19                 | C1 | 39  | Swiss Team Salamin               | Antoine Salamin Max Cohen-Olivar     | Porsche 962C      | 107 |
| 20                 | C1 | 35  | Louis Descartes                  | François Migault François Wettling   | ALD C289          | 97  |
| Nicht klassiert    |    |     |                                  |                                      |                   |     |
| 21                 | C1 | 15  | Brun Motorsport                  | Oscar Larrauri Harald Huysman        | Porsche 962C      | 116 |
| Disqualifiziert    |    |     |                                  |                                      |                   |     |
| 22                 | C1 | 3   | Silk Cut Jaguar                  | Martin Brundle                       | Jaguar XJR-11     | 119 |
| 23                 | C1 | 4   | Silk Cut Jaguar                  | Jan Lammers Andy Wallace             | Jaguar XJR-11     | 119 |
| Ausgefallen        |    |     |                                  |                                      |                   |     |
| 24                 | C1 | 37  | Toyota Team Tom's                | Geoff Lees John Watson               | Toyota 90C-V      | 112 |
| 25                 | C1 | 36  | Toyota Team Tom's                | Johnny Dumfries Roberto Ravaglia     | Toyota 90C-V      | 99  |
| 26                 | C1 | 13  | Courage Compétition              | Pascal Fabre Michel Trollé           | Cougar C24S       | 54  |
| 27                 | C1 | 40  | The Berkeley Team London         | Stefano Sebastiani Ranieri Randaccio | Spice SE89C       | 45  |
| 28                 | C1 | 30  | G.P. Motorsport                  | Beppe Gabbiani Jari Nurminen         | Spice SE90C       | 35  |
| 29                 | C1 | 31  | G.P. Motorsport                  | Richard Piper Mike Youles            | Spice SE89C       | 35  |
| 30                 | C1 | 28  | Chamberlain Engineering          | Nick Adams Will Hoy                  | Spice SE89C       | 7   |
| 31                 | C1 | 27  | Obermaier Racing                 | Otto Altenbach Harald Grohs          | Porsche 962C      | 1   |
| Nicht gestartet    |    |     |                                  |                                      |                   |     |
| 32                 | C1 | 12  | Courage Competition              | Michel Trollé                        | Cougar C24S       | 1   |
| 33                 | C1 | 2   | Team Sauber-Mercedes             | Jochen Mass Heinz-Harald Frentzen    | Mercedes-Benz C11 | 2   |
| 34                 | C1 | 7T  | Joest Porsche Racing             | Bob Wollek Frank Jelinski            | Porsche 962C      | 3   |
| 35                 | C1 | 10T | Porsche Kremer Racing            | Bernd Schneider                      | Porsche 962 CK6   | 4   |
| 36                 | C1 | 24T | Nissan Motorsports International | Julian Bailey                        | Nissan R90CK      | 5   |
| Nicht qualifiziert |    |     |                                  |                                      |                   |     |
| 37                 | C1 | 41  | Alba Formula                     | Marco Brand Gianfranco Trombetti     | Alba AR20         | 6   |

1 zurückgezogen
2 Elektrikschaden im Training
3 Ersatzwagen
4 Ersatzwagen
5 Ersatzwagen
6 nicht qualifiziert

### Nur in der Meldeliste
Hier finden sich Teams, Fahrer und Fahrzeuge, die ursprünglich für das Rennen gemeldet waren, aber aus den unterschiedlichsten Gründen daran nicht teilnahmen.
| Pos. | Klasse | Nr. | Team                  | Fahrer                             | Chassis      |
| ---- | ------ | --- | --------------------- | ---------------------------------- | ------------ |
| 38   | C1     | 19  | Team Davey            | Tim Lee-Davey                      | Porsche 962C |
| 39   | C1     | 34  | Equipe Alméras Freres | Jacques Alméras Jean-Marie Alméras | Porsche 962C |

### Klassensieger
| Klasse | Fahrer               | Fahrer      | Fahrzeug          | Platzierung im Gesamtklassement |
| ------ | -------------------- | ----------- | ----------------- | ------------------------------- |
| C1     | Jean-Louis Schlesser | Mauro Baldi | Mercedes-Benz C11 | Gesamtsieg                      |

### Renndaten
- Gemeldet: 39
- Gestartet: 31
- Gewertet: 20
- Rennklassen: 1
- Zuschauer: 25.000
- Wetter am Renntag: warm und trocken
- Streckenlänge: 4,020 km
- Fahrzeit des Siegerteams: 2:53:40,919 Stunden
- Gesamtrunden des Siegerteams: 120
- Gesamtdistanz des Siegerteams: 482,803 km
- Siegerschnitt: 166,789 km/h
- Pole Position: Mauro Baldi – Mercedes-Benz C11 (#1) – 1:16,952 = 188,222 km/h
- Schnellste Rennrunde: Mauro Baldi – Mercedes-Benz C11 (#1) – 1:23,597 = 173,260 km/h
- Rennserie: 7. Lauf zur Sportwagen-Weltmeisterschaft 1990